# الألعاب الأولمبية الصيفية 1916
دورة الألعاب الأولمبيـة الصيفية لعام 1916 كان من المفترض أن تكون في مدينة برلين الألمانية لكن وقوع الحرب العالمية الأولى في تلك الفترة كانت السبب الرئيسي في إلغاء تلك الدورة.
اختيرت برلين لتنظيم الدورة سنة 1912 في ستوكهولم خلال دورة الألعاب الأولمبية الصيفية لعام 1912، عند اندلاع الحرب العالمية الأولى سنة 1914، واصلت المنظمة الاستعدادت لتنظيم الدورة لأن الجميع اعتقد أن الحرب سوف تستمر لفترة قصيرة، لكن استمرار الحرب دفع اللجنة الأولمبية الدولية إلى إلغاء الدورة السادسة للألعاب الأولمبية.